# KH Coder
KH Coder es un programa de código abierto para el análisis de datos cualitativos asistido por computador, particularmente para análisis de contenidos cuantitativos y minería de textos. También se puede utilizar para lingüística computacional. Este programa también es compatible con el procesamiento de textos e información etimológica en diversos idiomas, como japonés, inglés, francés, alemán, italiano, portugués y español. Específicamente, puede contribuir al análisis factual en un sistema de coeventos con estructuras de nodos, guía de ordenamiento computarizado, escalamiento multidimensional y cálculos comparativos.
Esta herramienta ha recibido una buena acogida a nivel mundial y se emplea en un sinnúmero de disciplinas, tales como neurociencias, sociología, psicología, salud pública, ciencias de la información, investigación educativa y ciencias de la computación. Existen más de 200 artículos de investigación publicados en inglés en Google Académico. Según una lista compilada por el autor, se han publicado más de 1 500 artículos académicos de investigación que utilizaron KH Coder.
Las reseñas de este programa señalan que se trata de una herramienta amigable “para identificar temas en grandes conjuntos de datos sin estructura; por ejemplo, reseñas en línea o retroalimentación abierta de clientes” y, además, se ha analizado en comparación a WordStat.

## Características
Sus características incluyen:
- a nivel de palabras: búsqueda, concordancia de palabras clave en contexto (KWIC), estadísticas de colocación y análisis de correspondencias.
- a nivel de categoría: desarrollo de categorías o diccionarios, tabulación cruzada y análisis de correspondencias.
- a nivel de palabra y categoría: listas de frecuencia, escalamiento multidimensional, redes de coocurrencia y análisis de agrupamiento jerárquico.
- A nivel de documento: búsqueda, conglomerados y clasificador bayesiano ingenuo.

KH Coder posee funciones para realizar búsquedas y análisis estadísticos más profundos mediante herramientas de apoyo como el etiquetado gramatical Stanford (POS), herramientas de procesamiento de lenguajes naturales FreeLing, lenguaje de programación Snowball, MySQL y R.

## Alternativas
- Qdap (Windows, Linux, MacOS) para análisis cuantitativo de transcripciones cualitativas y procesamiento de lenguajes naturales.